# 일본문덕천황실록
일본문덕천황실록(일본어: 日本文徳天皇実録 니혼몬토쿠텐노지쓰로쿠[*])은 헤이안 시대의 일본에서 편찬된 역사서인 육국사의 다섯 번째에 해당된다. 몬토쿠 천황 단대의 실록으로, 가쇼(嘉祥) 3년(서력 850년) 3월부터 덴난(天安) 2년(서력 858년) 8월까지 이르는 9개년간의 일을 기록한 책이다. 편년체 한문으로, 전 10권.

## 편찬
이 책의 편찬은 서문에 의하면 세이와 천황이 조간 13년(서력 871년) 우대신 후지와라노 모토쓰네, 중납언 미나후치노 도시나, 참의 오에노 오톤도, 스가와라노 고레요시, 미야코노 요시카 등 당시 저명한 학자에게 명하여 편찬되기 시작, 그 8년 후인 서력 879년 - 간교 3년 12월 편찬을 완료하였다. 이 편찬자들 중 스가와라와 오에는 여러 문학을 통해 입신양명하여 본서의 편찬뿐 아니라 정관율령격식의 칙찬에도 관계하였으며 오에는 별도의 칙명을 받아 《홍제범》(弘帝範) 3개 권, 《군제요람》(群籍要覧) 사십 권을 편찬하였다. 한편, 《관가문장》(菅家文章)에 의하면 스가와라노 고레요시의 아들인 스가와라노 미치자네가 아버지의 일을 이어받아 집필했다고 되어 있다. 서문에 의하면, 편찬 중 오에노 오톤도와 미나후치노 도시나는 일찍이 사망하였고, 세이와 천황이 양위하여 물러남에 따라 잠시 편수가 중단되었으나, 간교 2년 후지와라노 모토쓰네에게 편찬을 재개할 것을 명하고 또한 스가와라노 고레요시에게 집필에 새로이 참여할 것을 명하였다고 되어 있다. 집필하는 과정에서 미야코노 요시카는 과로로 사망하였다. 이런 과정 끝에 간교 3년 책을 완성하였다.

## 서명
문덕실록 이전의 일본 정사는 모두 "기(紀)"라고 명명하였다. 이는 중국 정사에서 한 왕조가 쓰러진 후 새로운 왕조가 전대 왕조의 역사를 정리하는 형태로 만들어졌다. 이에 대비되어 실록이라는 것은 황제 1대의 역사를 그 사적을 정리하여 기록한 것이다. 일본의 정사는 《일본서기》를 제외하더라도 《속일본기》 이후로는 실록에 더 가까운 역대 군주의 통치에 대해 다루고 있다. 문덕실록이 "실록"이라는 제목을 채택한 것은 일본의 역사서가 중국의 실록찬록방식을 따라가며 나온 것에서 출현한 현상으로 알려져 있다.

## 내용
육국사 중에서 다루는 기간이 가장 짧다. 정치관계의 기사는 적으나 하급귀족 등 인물에 대한 기사가 많은데, 이는 이전까지의 정사에서는 관인의 졸전을 4위까지의 관직에 오른 사람만 기재하였으나 문덕실록에서는 5위의 사람까지 수록하였기 때문이다. 고닌·조간 문화의 과도기를 다루는 육국사 중에서는 인간이야기에 관한 전기를 많이 수록하고 있다.

## 참고 문헌
- 黒板勝美編『新訂増補国史大系日本文徳天皇実録』
- 佐伯有義 增譜 六國史月報 昭和十五年八月 第五回配本附錄、 朝日新聞社、 1940年
- 坂本太郎『六国史』、吉川弘文館、1970年、新装版1994年
- 笹山晴生「続日本紀と古代の史書」新日本古典文学大系『続日本紀一』所収、岩波書店、1989年